# Altmünster
Altmünster is een gemeente in de Oostenrijkse deelstaat Opper-Oostenrijk, gelegen in het district Gmunden (GM). De gemeente heeft ongeveer 9500 inwoners.

## Geografie
Altmünster heeft een oppervlakte van 79 km². Het ligt in het centrum van het land. De gemeente ligt in het zuiden van de deelstaat Opper-Oostenrijk, niet ver van de deelstaten Stiermarken en Salzburg.

## Geboren
- Franz Stangl (1908-1971), kampcommandant van de vernietigingskampen Sobibór en Treblinka

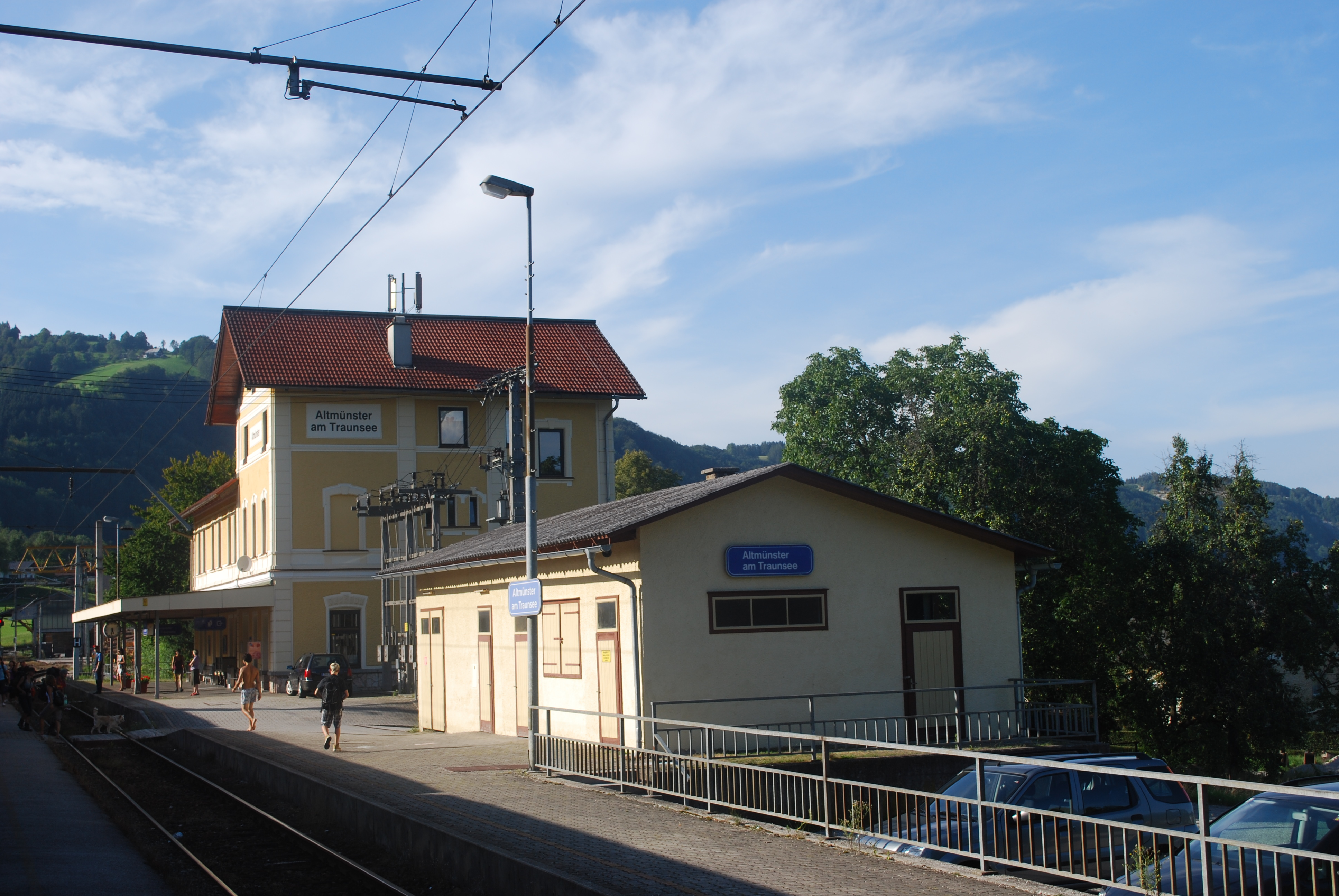
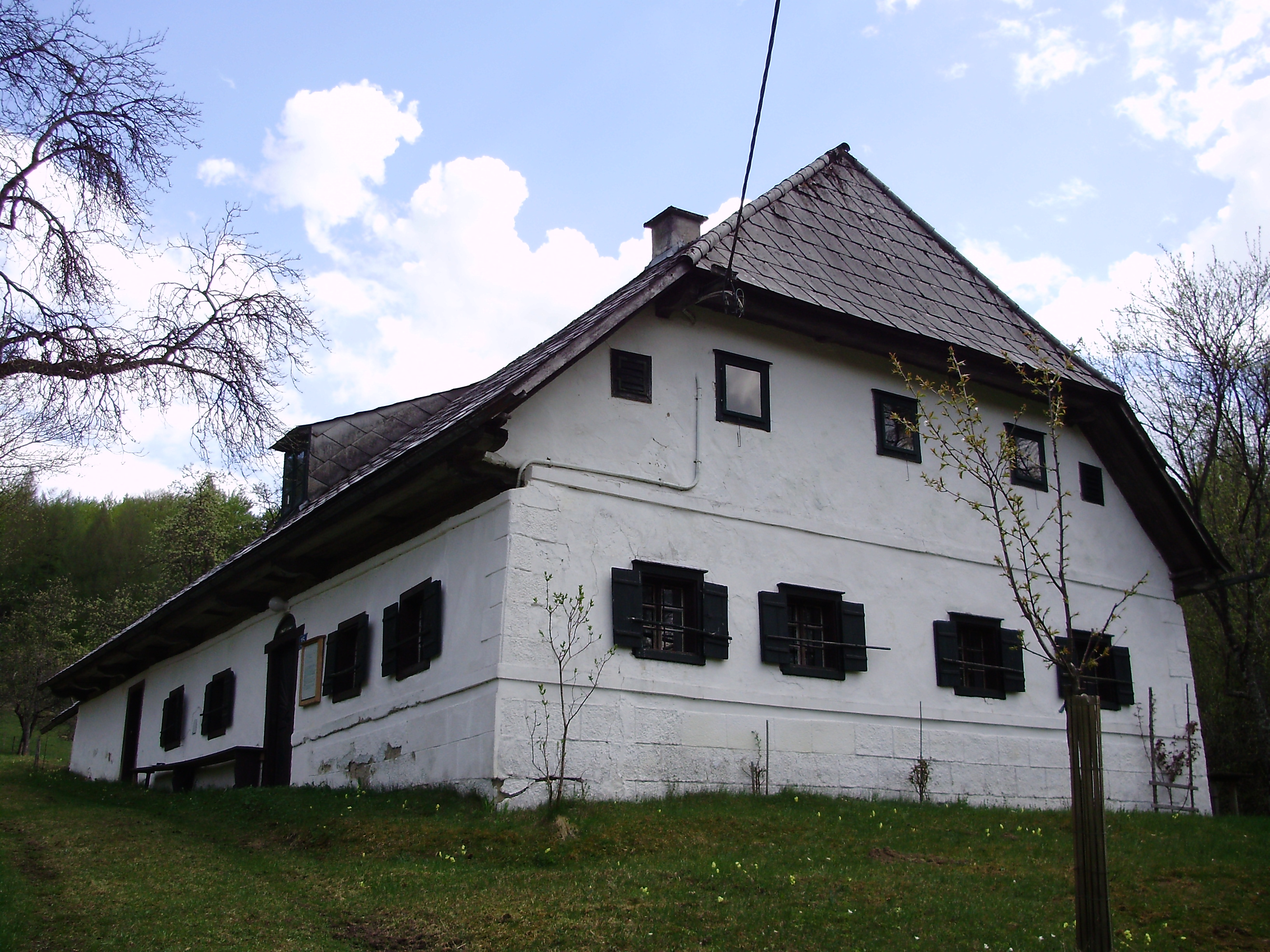
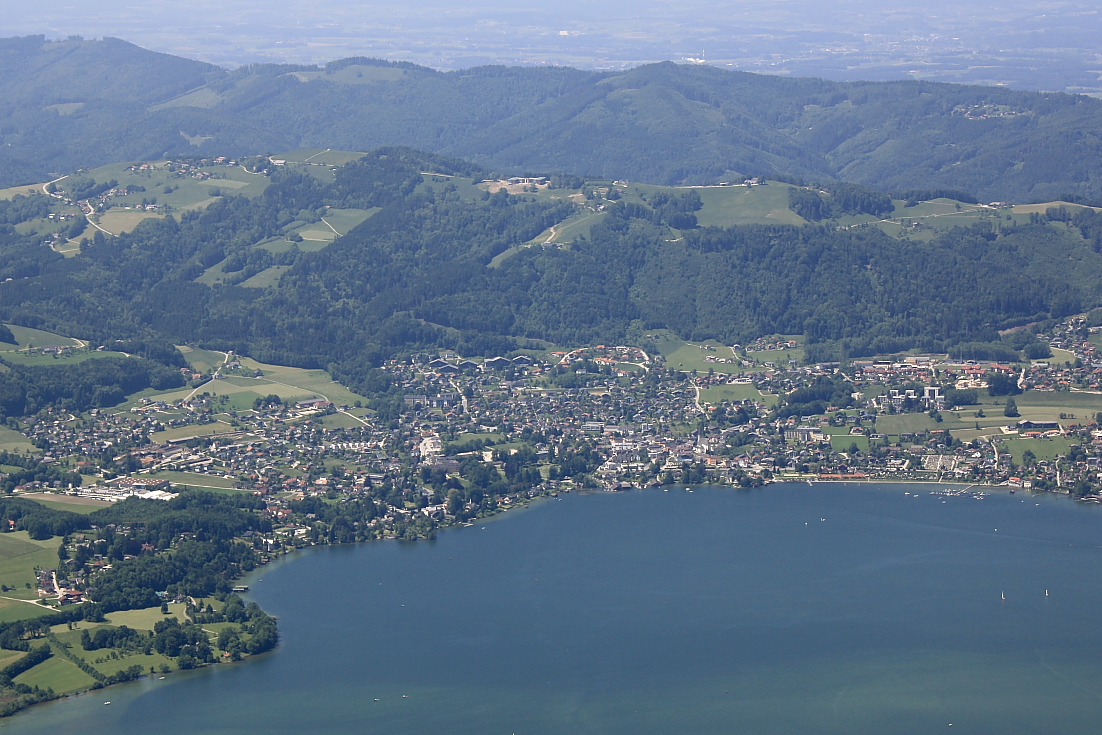

Altmünster · Bad Goisern am Hallstättersee · Bad Ischl · Ebensee am Traunsee · Gmunden · Gosau · Grünau im Almtal · Gschwandt · Hallstatt · Kirchham · Laakirchen · Obertraun · Ohlsdorf · Pinsdorf · Roitham am Traunfall · St. Konrad · St. Wolfgang im Salzkammergut · Scharnstein · Traunkirchen · Vorchdorf
- Bibliothèque nationale de France: cb156159881 (data)
- Gemeinsame Normdatei: 4240295-5
- Library of Congress Control Number: no2008050191
- Nationale Bibliotheek van Tsjechië: ge520119
- Virtual International Authority File: 244631208
- WorldCat: E39PCjGHy4cjk7YQCxH9R9mKh3